# Laprade (Charente)
 Laprade  es una población y comuna francesa, en la región de Poitou-Charentes, departamento de Charente, en el distrito de Angoulême y cantón de Aubeterre-sur-Dronne.

## Demografía
| 353 | 316 | 265 | 223 | 207 | 209 |
| Para los censos de 1962 a 1999 la población legal corresponde a la población sin duplicidades (Fuente: INSEE [Consultar]) |     |     |     |     |     |